# Samba rock
Vous lisez un « article de qualité » labellisé en 2023.
La samba rock ou samba-rock (également connue comme samba soul ou confondue avec la samba funk voire la sambalanço) est une culture de danse et un sous-genre musical brésilien qui fusionnent la samba avec le rock, la soul et le funk. Elle est née des soirées dansantes des communautés noires des classes inférieures de São Paulo après leur exposition au rock 'n' roll et à la musique afro-américaine à la fin des années 1950.
En tant que développement de la musique populaire brésilienne des années 1960, le genre est lancé par des artistes tels que Jorge Ben, Tim Maia et le Trio Mocotó. Il atteint son apogée lors des années 1970, après avoir fait son entrée dans les discothèques.
Dans les années 2000, la samba rock devient un mouvement culturel plus large impliquant des danseurs, des disc-jockeys, des universitaires et des musiciens, qui ont réinventé le genre sous une forme modernisée.
Jorge Ben Jor, Erasmo Carlos, Bedeu, Bebeto, Trio Mocotó et Clube do Balanço sont quelques-uns des principaux représentants de ce style.

## Définition: fusion des rythmes
Au tournant des années 1960 et 1970, le Brésil voit se définir un nouveau genre musical, basé sur la fusion des bases rythmiques et thématiques de la samba avec un discours et une musicalité directement absorbés par la musique noire américaine. Depuis quelque temps déjà, des musiciens de différentes tendances, liés aux influences de la culture internationale, dialoguent, créant de nouveaux rythmes basés sur la fusion de la matrice commune de l'archi-genre qu'est la samba avec le jazz, le rock et la musique soul. Parallèlement à ce scénario musical, de nouvelles expériences interprétatives sont développées à São Paulo par des Afro-Brésiliens de la banlieue, qui ont créé les premiers pas d'une danse mêlant des influences chorégraphiques du rockabilly américain (dérivé du lindy hop) et le battement de la mesure de la samba. Cette nouvelle danse s'appelle samba rock, ce qui finit par définir aussi une nouvelle façon de faire de la musique, un nouveau genre musical.
Techniquement, dans les compositions samba rock, on réalise un déplacement de l'accentuation rythmique, dont la mesure binaire à 
 de la samba est adaptée à la mesure quaternaire 
 de la musique rock ou soul, en utilisant également des cuivres importés de groupes américains de soul et de funk.

« Lorsque j'ai inventé ce rythme, je l'ai appelé « sacundin sacunden », puis, à l'époque de la Jovem Guarda, il est devenu « jovem samba » et, plus tard, « sambalanço ». »

— Jorge Ben Jor

« En ce qui concerne mon style musical, quand j'ai commencé, il y avait ce qu'on appelait le « nouveau schéma ». Mon premier album a été enregistré avec un groupe de jazz parce que les gens de la samba eux-mêmes ne la lisaient pas. Et un groupe de jazz a réussi à en faire une lecture (type samba), de ma première œuvre.
J'ai ensuite traversé plusieurs phases. Il y a eu la phase rock de la Jovem Guarda, puis une autre phase avec le tropicalisme. Et le mélange avec la samba carioca (de Rio de Janeiro), le maracatu de Recife et l'afoxé de Bahia. »

— Jorge Ben Jor
Structurellement, c'est le nom donné à la samba exécutée à la guitare électrique, dans le style popularisé par plusieurs artistes, dont l'icône était Jorge Ben Jor, même s'il n'aime pas le terme. Dans plusieurs régions du pays, des artistes ont développé des chansons en parallèle dans le but de mélanger la samba avec le rock et la soul. À Porto Alegre, on l'appelait autrefois « swinging » ; « samba-rock » était plus utilisé à São Paulo tandis qu'à Rio de Janeiro, des expressions telles que « sambalanço » et, plus tard, « samba-soul » étaient plus récurrentes. Malgré les différents accents musicaux, la matrice fusion a toujours été maintenue, avec la modulation rythmique classique du rock 'n' roll, composée de batterie, basse, guitare et claviers, articulée au rythme de la samba à travers le violão, la cuíca, le pandeiro et la timbal.

« En Europe, c'est tout ce qui compte. Les DJ deviennent fous — ils disent que nous avons trop de groove. Mais ce qu'ils appellent groove aujourd'hui, nous l'appelions suingue. »

— João Parahyba, membre du Trio Mocotó.

## Histoire

### Origines à la fin des années 1950

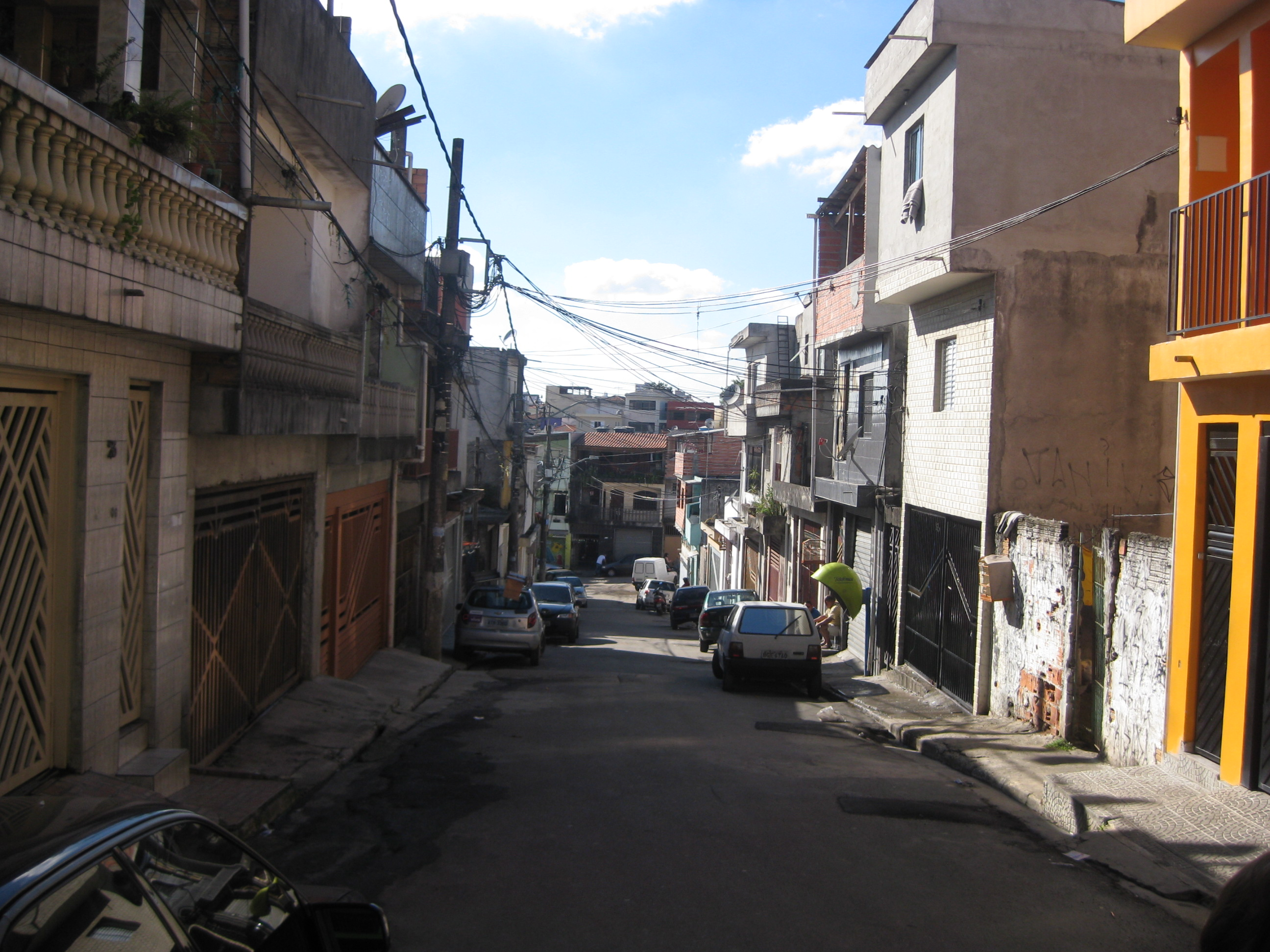
Une rue de la favéla d'Heliópolis à São Paulo.

Les origines du samba rock se trouvent dans les favelas à prédominance noire de São Paulo à la fin des années 1950, lorsque la radio et les salles de danse brésiliennes sont touchées par la diffusion mondiale du rock 'n' roll et du rockabilly américains et de la musique afro-américaine associée comme le blues et le jazz. Sa première incarnation est un phénomène de danse qui se manifeste lors de fêtes de quartier communautaires qui commencent à jouer ces styles aux côtés de la musique traditionnelle de la samba et du boléro. Ces soirées sont par la suite déplacées dans des salles plus grandes animées par des disc-jockeys,.
Le premier DJ de samba-rock connu, Osvaldo Pereira, connu sous son nom de scène « Orquestra Invisível Let’s Dance », fait ses débuts en 1958 dans le centre-ville de São Paulo. « Les fêtes ont commencé à devenir bondées et les salles des fêtes ont commencé à s'agrandir », raconte Pereira. « Ensuite, j'ai pensé à construire mon propre matériel, qui devait être puissant et fidèle au son des orchestres live. » Ses premiers équipements comprennent un système audio de 100 watts doté d'une version rudimentaire d'un crossover, qui permet à Pereira de contrôler les fréquences de la musique.

### Culture de la danse
Ainsi, en raison de l'éclectisme de la sélection musicale, des danses émergent à São Paulo et se font connaître sous le nom de danses samba-rock. Des artistes tels que Djalma de Andrade, mieux connu sous le nom de Bola Sete, Waldir Calmon et le groupe Bolão e Seu Roquetes, fusionnent déjà la samba avec le rock et se font connaître dès les premiers bals de São Paulo,.

Jackson do Pandeiro et Almira Castilho en 1956.

Lors des premières soirées samba-rock, les DJ jouent de la musique de différents genres, notamment les sambas du genre partido-alto et le rock italien, tandis que les participants se réunissent par paires et se livrent au rock 'n' roll (Lindy hop, rockabilly) et aux danses de samba (samba de gafieira). En 1957, le pianiste brésilien Waldir Calmon enregistre une version samba de Rock Around the Clock de Bill Haley, qui marque un tournant ; selon la journaliste brésilienne Beatriz Miranda, « progressivement, les fêtards ont transformé tous les mouvements de rock et de samba en un seul style de danse, nommé plus tard samba rock ».
En 1959, Jackson do Pandeiro enregistre Chiclete com Banana, de Gordurinha et Almira Castilho, l'épouse de Jackson. Cette composition, qui fait une allusion critique à l'invasion américaine de la musique brésilienne en 1959, est classée « samba-coco ».
Les danses de samba rock honorent un échange entre la musique originale et une variété d'autres styles, selon Mestre Ataliba, l'un des premiers professeurs de danse samba rock de São Paulo. « En ce qui concerne la danse, la samba rock est à la fois une question de relaxation et de concentration », a-t-il déclaré. « Il mélange le ginga africain, présent au niveau des pieds et des hanches, et la référence européenne de l'étiquette de salon. On peut le danser au son de Rita Pavone, du pagode, du reggae, du R&B. Il embrasse vraiment toutes les cultures musicales ».

### Développement musical dans les années 1960

#### Un contexte fertile

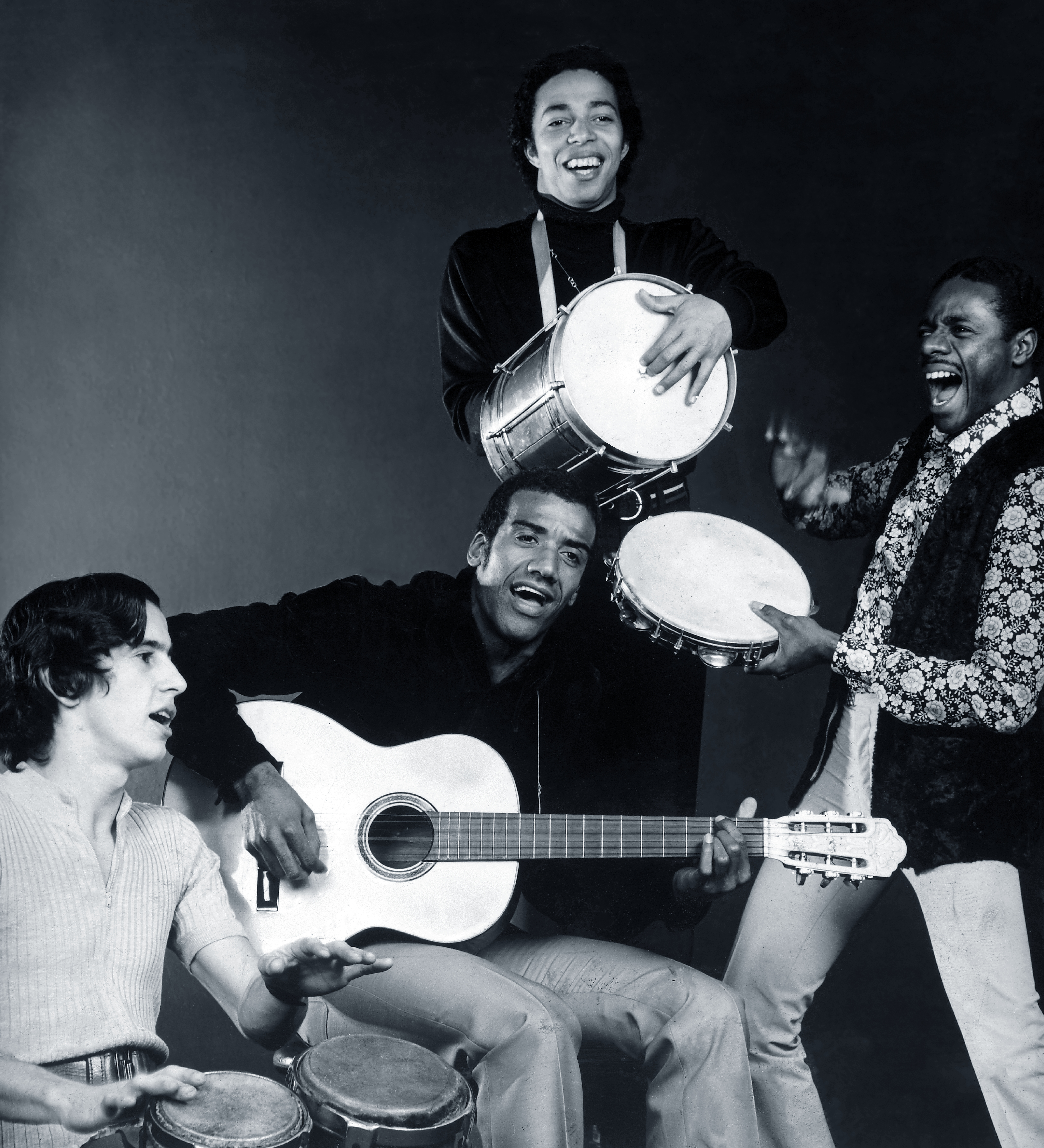
Jorge Ben et le Trio Mocotó en 1971.

Le genre samba rock se développe dans les années 1960 avec des musiciens brésiliens populaires qui fusionnent la samba avec des influences américaines de rock, de soul et de funk,. Ce développement se produit parallèlement au mouvement artistique Tropicália au sein de la música popular brasileira (MPB) du milieu des années 1960, qui lui-même est en train de moderniser les rythmes traditionnels de la bossa nova avec des influences d'autres sons pop rock brésiliens et internationaux.
Contrairement aux petites scènes de bossa nova de Beco das Garrafas où la musique est là pour être écoutée et où il y a à peine de la place pour pratiquer la danse de salon, de grandes boîtes de nuit émergent et servent de scène à la définition de ces nouveaux genres. Marquant une plus grande séparation avec la bossa nova, elles sont basées sur la performance de l'organiste Ed Lincoln, la guitare syncopée de Durval Ferreira, le « roi des danses », et d'Orlandivo (appelé « le sambista de la clé », car il utilise un porte-clés comme accompagnement percussif), entre autres, qui crée ce qu'on appelle la sambalanço. Tous ces musiciens vivent ensemble et se produisent au Beco das Garrafas, où João Meirelles, instrumentiste considéré comme le créateur de la samba jazz avec son groupe Copa 5, pratique un style musical aux influences du bebop de Sonny Rollins et du cool jazz de Stan Getz, mêlé à des rythmes de samba,,.
João Meirelles arrange et joue sur les premiers disques d'un jeune chanteur de Beco das Garrafas, encore inconnu, qui fait ses premiers pas de carrière de crooner : Jorge Ben, jouant un mélange de samba-enredo, bossa nova, baião et rock. Ce dernier, Trio Mocotó et Tim Maia sont considérés comme les pionniers de la samba rock, Ben ayant même le surnom de « père de la samba rock »,,.

#### Impact de Jorge Ben dans le développement du genre

Jorge Ben Jor en 1972.

Ce dernier se produit lors de fêtes entre amis, jusqu'à ce qu'il commence à chanter professionnellement. En 1963, il est engagé par le label Philips et sort son premier 78 tours qui connaît un grand succès. Cette année-là également, le premier LP, Samba schema novo, et le second, Sacudin Ben Samba, sont sortis et connaissent à leur tour un certain succès. Autodidacte, Ben ne peut imiter la technique raffinée des musiciens de bossa-nova et finit par développer une façon originale de jouer de la guitare, basée sur un rythme inhabituel mêlant le rock au style intime de son idole, João Gilberto. En 1966, Roberto et Erasmo Carlos composent Toque o Balanço, une sambalanço enregistré par Elza Soares.
Jorge Ben se produit à la fois sur O Fino da Bossa (présenté par Elis Regina et Jair Rodrigues), un programme lié à la musique traditionnelle brésilienne, et pour la Jovem Guarda, un programme de musique pour les jeunes. Après un ultimatum de la production d'O Fino da Bossa, il préfère se consacrer à Jovem Guarda, bien que les deux aient été diffusés sur Rede Record. Il existe un préjugé de la part des artistes MPB envers la Jovem Guarda, au point qu'une « Marche contre la guitare électrique » est organisée. Quelque temps plus tard, Elis Regina enregistre des chansons de Jorge, Roberto et Erasmus. En 1967, Jorge Ben sort O Bidú: Silêncio no Brooklin, faisant une collaboration avec Erasmo sur le titre Menina Gata Augusta, titre qui fait référence au quartier de São Paulo où Jorge et Erasmo partagent un appartement. Le groupe The Fevers enregistre la partie instrumentale de l'album, que Jorge définit comme un style de « jovem samba » (samba jeune),. L'année suivante, Jorge quitte Jovem Guarda (qui se terminera également la même année) et rejoint le programme Divino, Maravilhoso sur TV Tupi, présenté par Caetano Veloso et Gilberto Gil. Tous deux ont fondé Tropicália, un mouvement qui mélange la musique brésilienne avec des guitares rock psychédéliques. Le groupe Os Mutantes, également lié au tropicalisme, enregistre A Minha Menina de Jorge Ben sur leur premier album ; Roberto Carlos sort en 1969 O Inimitable, dont l'influence de la musique soul se fait sentir dans des morceaux tels que Se Você Pensa et Ciúme de Você, ; cette dernière est composé par Luiz Ayrão (pt) comme un samba-rock inspiré par Jorge Ben. Erasmo enregistre son premier samba-rock, Coqueiro verde ; bien que la paternité soit attribuée à un partenariat avec Carlos, l'album n'a été composé que par lui.

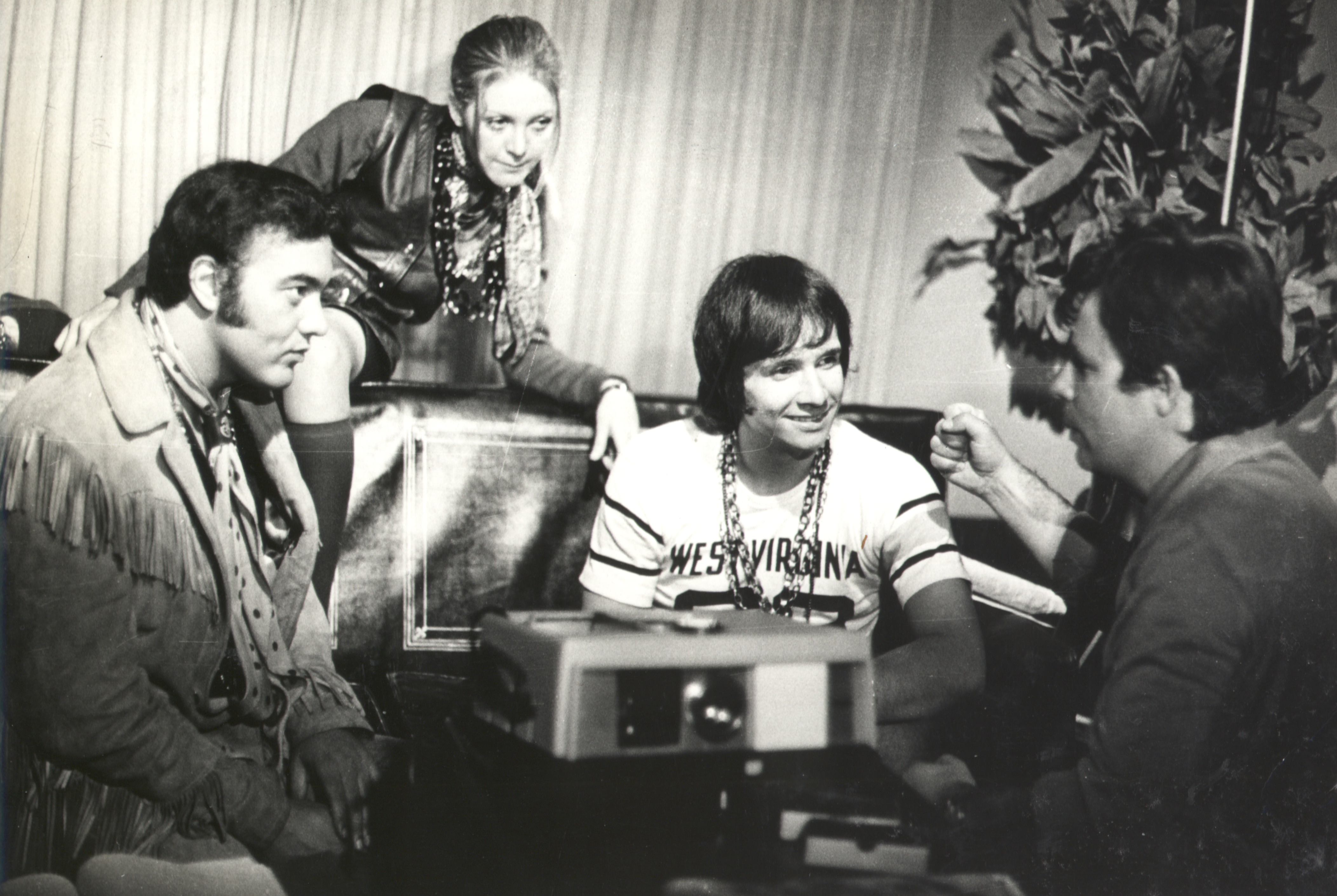
Roberto Carlos, Erasmo Carlos et Wanderléa lors de l'enregistrement du film (1970).

La musique ancienne de Jorge Ben contribue de manière significative à l'identité rythmique du genre. S'éloignant des influences musicales européennes de la bossa nova, le chanteur s'inspire des styles afro-américains, tels que le jazz, le rythm and blues, et finalement la soul, le funk et le rock, pour développer un rythme unique, qu'il appele « sacundim sacundem »,. Stylistiquement, Ben combine la samba avec des instruments et des éléments du rock 'n' roll, notamment la guitare électrique, la batterie et la réverbération. Selon Jacob McKean du magazine Impose, « le son lourd de big band » sur la chanson Take It Easy My Brother Charles (extrait de l'album éponyme de Ben de 1969) est un élément clé du genre. Son album de 1970 Fôrça Bruta, enregistré avec le Trio Mocotó, est également pionnier du samba rock dans sa fusion de l'accompagnement groove du groupe et des rythmes plus rock de la guitare de Ben. Leurs configurations instrumentales au cours des années 1970 comprennent souvent la guitare, le pandeiro et le timbal, un tambour traditionnel.
De nombreux autres musiciens imitent et développent ensuite le style de Ben. Si leur son devient reconnu sous le nom de samba rock, on l'appelle également « samba soul », « samba funk » et « sambalanço » (un mot-valise mélangeant samba et balanço, signifiant swing ou beat en portugais),,. Le genre est défini par la batterie, la guitare basse, le clavier, les cuivres, un groove puissant et le tumxicutumxicutum, une onomatopée faisant référence au rythme distinctif du samba rock. Selon Marco Mattoli, chanteur et guitariste du groupe Clube do Balanço, « la chanson doit toujours être agréable à danser, sinon elle n'a aucun sens. Elle limite le processus de composition, mais crée une identité culturelle pour notre groupe. Aujourd'hui, on ne peut plus le voir comme du rock, de la samba, de la soul ou du funk. La samba rock est devenue une chose originale ».

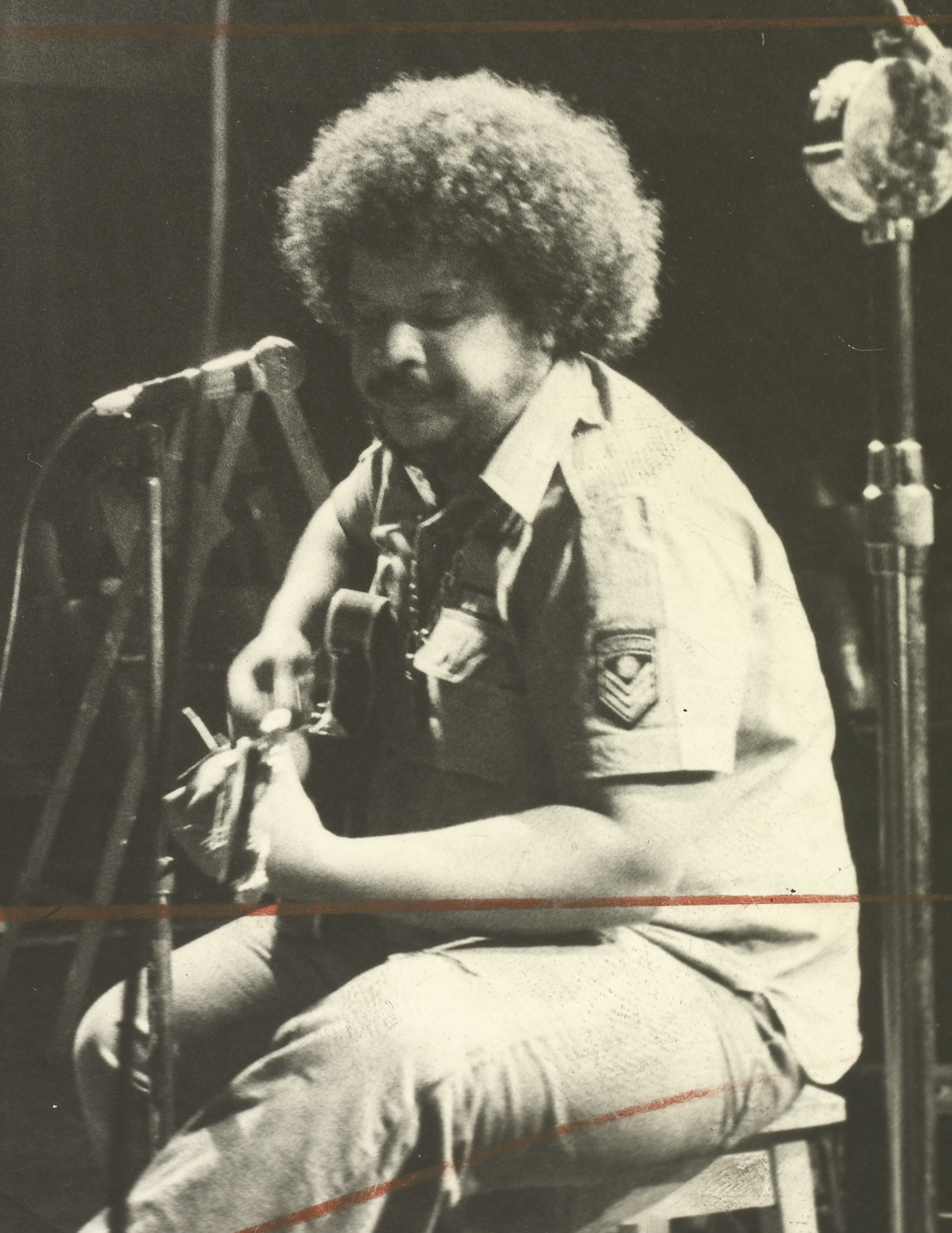
Tim Maia au Teatro Opinião en 1972.

Tim Maia revient des États-Unis avec des influences soul et funk. Il est enregistré par Eduardo Araújo, Erasmo Carlos, Roberto Carlos et Elis Regina. Après quelques disques, il enregistre son premier album en 1970. Bien qu'il apporte des rythmes importés, Maia les fusionne avec la samba, baião, xote et bossa nova, enregistrement avec le groupe Os Diagonais, composé de Genival et Camarão Cassiano, ainsi qu'Amaro. Un autre artiste connu pour ses fusions rythmiques est Wilson Simonal : dans les années 1950, il est présenté par Carlos Imperial (pt) comme le « Harry Belafonte brésilien », une référence au chanteur américain de calypso, un style afro-caribéen. Dans les années 1960, il chante de la samba, de la bossa nova et du jazz, jusqu'à ce qu'il se lance dans le style connu sous le nom de Pilantragem, un mélange de rock, de soul et de samba. Simonal enregistre également plusieurs chansons de Jorge Ben et fait une tournée funk. Le groupe de samba Os Originais do Samba enregistre des chansons de Jorge Ben comme Cadê Tereza (1969) et Trata Fé Pois Ajante Um Lindo Dia Vai Nascer (1971) ; le groupe est également connu pour avoir révélé Antônio Carlos Bernardes Gomes, le « Mussum », qui participe par ailleurs à l'émission humoristique Os Trapalhões.

### Grande popularité dans les années 1970
La samba rock atteint le grand public à la fin des années 1960. Elle devient plus populaire dans les années 1970 et 1980, notamment dans les discothèques.
En 1970, Jorge Ben rejoint le Trio Mocotó et l'année suivante, le groupe sort son premier album, Muita Zorra!, un LP avec des tubes samba-rock et deux chansons de Roberto et Erasmo Carlos (Coqueiro Verde et O Sorriso de Narinha, composés spécialement pour le groupe). La même année, le maestro Érlon Chaves (pt) et le groupe Veneno défendent Eu Quero Mocotó, une chanson de Jorge Ben, au Ve Festival international de la Chanson, sur Rede Globo. Aux côtés du Trio Ternura, Toni Tornado (pt) interprète et défend la chanson BR-3, lauréate du festival. Comme Tim Maia, Tornado a vécu un certain temps aux États-Unis et a reçu une influence soul et funk. En 1971, Dom Salvador dirige le groupe Abolição, faisant des fusions de soul, funk, samba et baião ; la même année, il participe à l'enregistrement de Jesus Cristo, une chanson religieuse de Roberto Carlos avec une forte influence de la soul. Jorge Ben, le Trio Mocotó et d'autres artistes de la scène musicale noire de São Paulo sont ainsi mis en lumière, même si aucun d'entre eux ne se déclare officiellement comme étant un artiste de samba rock. Les chansons de Ben en particulier deviennent des favoris durables lors des soirées traditionnelles de samba rock.
Ce genre est également présent dans l'œuvre du Trio Esperança et de Miguel de Deus, ancien membre du groupe tropicaliste Os Brazões.

Novos Baianos en 1972.

Dans les années 1970, d'autres expériences sont faites : en 1972, Novos Baianos sort l'album acclamé Acabou Chorare, promouvant une fusion de samba, de baião et de rock psychédélique. Ironiquement, suivant la suggestion de João Gilberto, l'album s'ouvre sur une version de Brésil Pandeiro par Assis Valente. En 1974, sous le nom de Julinho da Adelaide, Chico Buarque sort une chanson mêlant rock et samba, Jorge Maravilha ; en 1976, le groupe Lee Jackson enregistre des reprises de classiques du rock avec un rythme de samba.
La musique disco, également importée des États-Unis et destinée aux pistes de danse des clubs, trouve un terrain fertile au Brésil. Fusionnant des ingrédients issus de la soul, du funk et de la musique latine, le disco ouvre la voie au succès du genre et à la fièvre disco, qui se répand dans le monde entier. La diva disco brésilienne, Lady Zu (pt) (Zuleide Santos da Silva), de São Paulo, perce avec la chanson A Noite Vai Chegar en 1977, qui se vend à des milliers d'exemplaires. Zu est aussi une adepte des fusions, le revendiquant dans la chanson Hora de União : « c'est au tour de la samba-soul ». Tim Maia se lance également dans le genre en sortant Tim Maia Disco Club, accompagné de Banda Black Rio ; l'album reprend l'un des plus grands succès du chanteur, la chanson Sossego.
Malgré une certaine adhésion, le genre est accusé de faire de l'ombre au travail des artistes brésiliens de samba-rock et de funk :

« Nous avons été envahis par la fièvre du disco. Au début des années 1970, il y avait de la musique live partout, et de grands groupes jouaient — Tamba Trio, Banda Black Rio, tout le monde faisait de la musique pour danser en direct. Puis le disco est arrivé, tout est devenu mécanique, il n'y avait plus besoin de groupes […] le swing est passé de mode. À tel point que lorsque nous avons recommencé à jouer, personne n'avait la moindre référence au Trio Mocotó. Ils pensaient que nous étions un groupe de forró. »

— João Parahyba

« Tout allait bien dans les années 1970, jusqu'à ce que Travolta arrive avec ce piripipi qu'est le disco. Les danses soul ont pris fin, la musique noire a pris fin et, avec elle, moi aussi. »

— Gerson King Combo
Au cours des années suivantes, la samba rock passe d'un phénomène de danse et d'un style musical à un mouvement culturel complexe, impliquant des musiciens, des producteurs, des DJ, des danseurs, des artistes visuels et des universitaires. Les soirées finissent par inclure des big bands et du hip hop, aux côtés de la musique samba.

### Modernisation auXXIesiècle
Au début des années 2000, le genre est remodelé sous une forme plus modernisée avec des échantillons électroniques, s'éloignant de la configuration traditionnelle de la musique des années 1970 de Ben et Trio Mocotó. Cette forme plus récente est caractérisée par les groupes Sandália de Prata et Clube do Balanço, qui ont d'abord joué dans les quartiers bourgeois de São Paulo. La nouvelle vague d'artistes crée délibérément une musique adaptée aux danses samba-rock. En 2001, Universal Music Brasil capitalise sur cette résurgence du samba rock avec la série de rééditions « Samba Soul », rééditant des albums de Ben et d'autres artistes du style des années 1970. Ben, qui se produit encore à cette époque, est reconnu par Time Out comme un « maestro vieillissant », représentant du contingent « favela samba rock » de la scène MPB contemporaine.
Les équipes de samba-rock (groupes de danseurs amateurs et professionnels qui répètent ensemble des chorégraphies) sont à l'avant-garde du mouvement. C'est au sein de ces initiatives qu'émergent de nouveaux pas, transitions, variations ; c'est là que la samba-rock en tant que danse se renouvelle sans cesse. Parmi les plus traditionnelles figurent les Discípulos de Jorge Ben Jor (São Paulo) et Sambarockano (Guarulhos).
Il existe également des professionnels de renom qui portent la culture samba-rock à la télévision, tels que les professeurs Moskito, Anna Paula, Marquinhos Penteado, Camila Camargo, Bruno Magnata, Fabiana Moura, entre autres grandes icônes culturelles. Le 5 décembre 2015, le 1er Congrès de Samba Rock dans l'État de São Paulo est créé par Bruno Magnata, qui invite les maestros Guedes et Leonardo Cordeiro à organiser un tel événement.

## Perspectives d'avenir et postérité
La modernisation de la samba rock voit son intégration dans les programmes des académies de danse, les cours de gymnastique, les productions de fêtes, les collectifs de danse et d'autres événements,. Les formes de danse samba-rock du passé sont revisitées dans les années 2000 par la culture noire brésilienne et les clubs de danse, ainsi que par des groupes de hip-hop brésiliens tels que Soul Sisters. La culture samba-rock fait par ailleurs l'objet de débats autour de l'égalité des sexes. En 2016, le projet « Samba Rock Mulheres », dirigé par la professeure de danse Camila Camargo, est créé pour contribuer à l'appréciation et au développement des femmes dans la samba-rock, avec la proposition de sauver, développer et renforcer le rôle des femmes au sein du mouvement comme la danse et la culture de São Paulo, les femmes étant marginalisées en tant que danseuses d'accompagnement des stars à prédominance masculine lors des événements de danse.

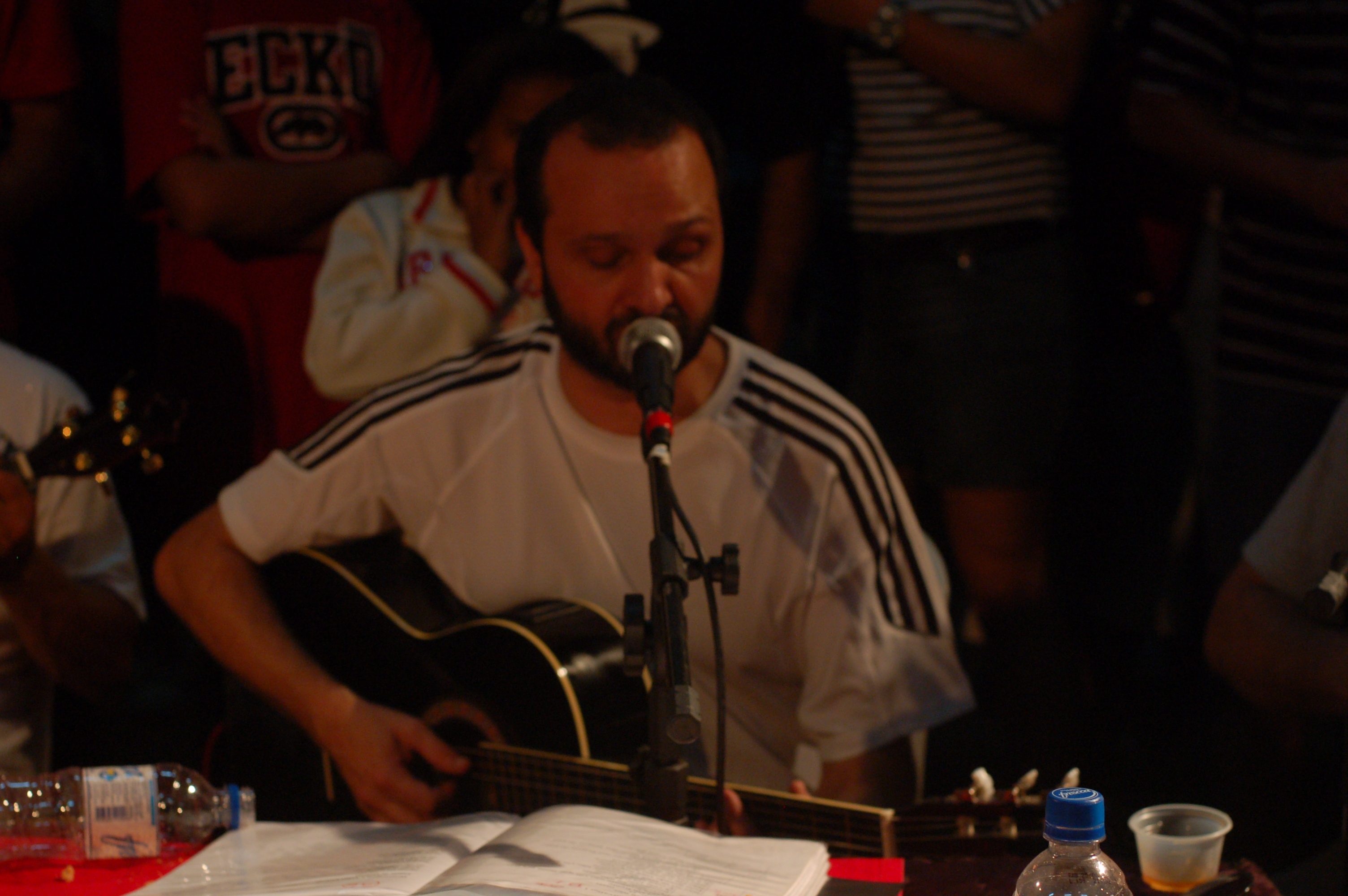
Marco Mattoli du groupe Clube do Balanço en 2009.

En 2010, trois personnalités associées au mouvement samba-rock — le danseur Jorge Yoshida, le musicien Marco Mattoli et le producteur Nego Júnior — lancent une campagne populaire pour que la samba rock soit enregistrée comme patrimoine culturel de São Paulo. La campagne attire finalement la participation de divers artistes, groupes musicaux, producteurs, dirigeants politiques et citoyens de São Paulo, et est renouvelée en 2015,. Cette avancée, une fois réalisée, incluerait la samba-rock, représenté par l'Apeesp (Association des promoteurs d'événements de l'État de São Paulo), parmi les candidats aux incitations matérielles de la mairie, à la fois sous la forme de fonds pour l'organisation d'événements et par l'utilisation de l'équipement de la mairie pour les organiser. En avril 2016, une loi promulguée par l'Assemblée législative de São Paulo a établi le 31 août comme Journée de la Samba-Rock, en l'honneur du jour de naissance de Jackson do Pandeiro. En novembre 2016, le Conseil municipal de préservation historique, culturelle et environnementale de la ville de São Paulo déclare la samba rock patrimoine culturel de la municipalité.
En décembre 2019, Erasmo sort l'album Quem Foi Que Disse Que Eu Não Do Samba…, dédié aux chansons de samba, de sambalanço et de samba rock composées tout au long de sa carrière,.

## Musique, bals et mouvement social

### Tradition des bals à São Paulo les premiers DJ
Dans les années 1950, les meilleures salles de bal sont réparties dans le centre et le sud de São Paulo et sont animées par de grands orchestres célèbres. Le prix élevé des billets et les préjugés raciaux empêchent le public noir d'accéder à ces bals. À cette époque, les équipements de sonorisation Hi-fi existent déjà, et le prix des disques devient également un peu plus abordable. Frustré comme tant d'autres de ne pas pouvoir fréquenter les grandes salles, Osvaldo Pereira, technicien en électronique et vendeur de disques, construit en 1959 une sonorisation d'un peu plus d'une centaine de watts de puissance et décide d'organiser une soirée dansante dans un lieu chic de la ville, mais sans orchestre. Il crée ainsi l'Orquestra Invisível Let's Dance et devient le premier DJ enregistré au Brésil,.

### L’émergence des équipes de bal
Touchant un public de plus en plus large, y compris dans d'autres États, ces soirées se professionnalisent et, au milieu des années 1970, de grandes équipes d'ingénieurs du son (ou equipes de baile « équipes de bal », ainsi qu'on les appelait à São Paulo) voient le jour, comme celles de Zimbabwe et Chic Show, à São Paulo.
À Rio de Janeiro, entre autres, les maisons de production Soul Grand Prix de Dom Filó, Cash Box et Furacão 2000, notamment, sont créées. Les équipes investissent dans la sonorisation et la promotion, introduisant de nouvelles musiques dans les bals et organisant même de grands concerts avec des artistes célèbres lors de soirées pouvant réunir 80 000 personnes. Les bals black sont responsables de l’application directe des idéaux du Black Power dans la vie quotidienne de milliers de jeunes Noirs dans les villes brésiliennes. C’est la représentation de toute une culture musicale noire parallèle qui n’a pas atteint les grands médias et qui commence, à partir de ce moment, à s’infiltrer dans les goûts du public consommateur brésilien.

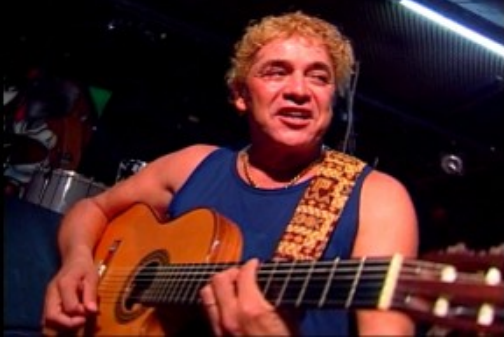
Bebeto en 2012.

La mobilisation autour d’une conscience raciale déguisée en amusement finit par donner naissance à un mouvement, attirant l’attention des médias. La presse, constatant l'effervescence du mouvement qui mobilise des milliers de jeunes noirs et pauvres, baptise le phénomène « Black Rio ». Les soirées en banlieue et dans la zone sud ont été responsables de l'énorme taux de vente des disques noirs, dépassant même le rock des Rolling Stones ou de Led Zeppelin. Les participants à ces soirées sont considérés comme un énorme marché potentiel. Initialement, des compilations sortent avec les principaux succès des bals — beaucoup d'entre elles ont été signées par les équipes sonores et les plus prestigieux DJ tels que Tony Hits (pt) — et de nouveaux artistes nationaux qui chantaient de la musique soul commencent à émerger, comme Banda Black Rio, formé par des membres du groupe Abolição. Créé à la demande du label WEA en 1977, le groupe approfondit les expérimentations sonores autour d'un son instrumental mêlant la samba au funk américain,. Le rythme atteint son apogée dans les années 1970 et 1980, lors des bals black de banlieue. À São Paulo, ceux-ci bourdonnent également au son du samba-rock, avec des noms tels que le Trio Mocotó, Copa 7, Luís Vagner (qui faisait partie du groupe iê-iê-iê Os Brasas, honoré par Jorge Ben avec la chanson Luiz Vagner Guitarreiro) et Branca di Neve (mort en 1989),,,.
Elle atteint sa plus grande force avec les compositeurs Bebeto, Bedeu et Luís Vagner, qui peuvent être considérés comme les véritables représentants de cette musique,. Dans les années 1980, Vagner ajoute le reggae jamaïcain à son mélange rythmique.

### Le déclin des grands bals

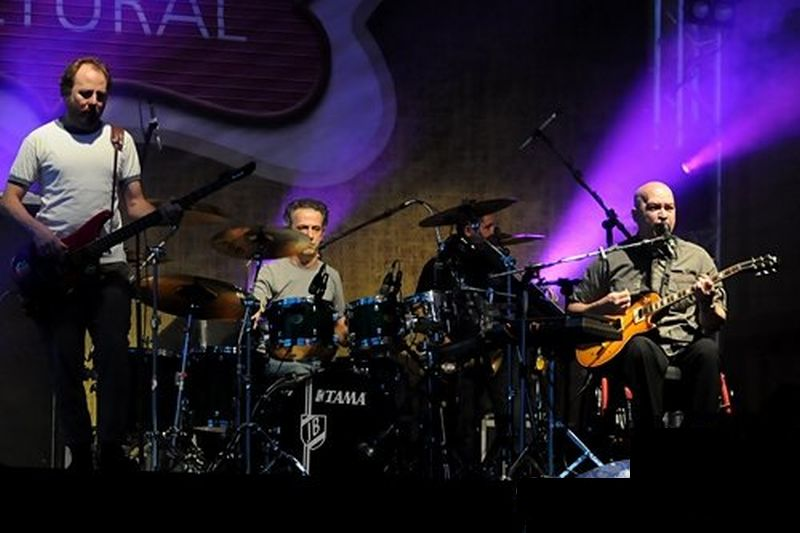
Concert d'Os Paralamas do Sucesso à Brasilia en octobre 2008.

Souffrant d'innombrables critiques, le mouvement black se refroidit progressivement. En pleine dictature militaire, avec son projet d'intégration nationale, le discours officiel ne peut concevoir l'idée d'un Noir brésilien ayant sa propre identité culturelle et ses propres problèmes sociaux. La répression mise en œuvre par le régime militaire en vigueur dans le pays — qui voit dans les grands bals noirs de périphérie une possibilité de subversion —, le boom de la disco et l'affirmation des grands noms de la MPB (en tant que représentants supposément authentiques de la culture populaire) transforment le marché musical brésilien. La MPB vient occuper l'espace de l'industrie musicale auparavant réservé à la soul et au samba-rock, contribuant ainsi au déclin du mouvement musical black brésilien au début des années 1980.
La samba-rock reste pratiquement hors du radar des médias pendant les années 1980 et 1990, mais ne disparaît pas ; elle est toujours jouée aux bals des faubourgs. Dans la banlieue de São Paulo, tout au long des années 1990, les bals continuent à jouer des chansons anciennes, qui apparaissaient ici et là dans des compilations piratées vendues dans les magasins du centre-ville. La samba-rock influence des artistes du pagode tels que Só Pra Contrariar (pt), Art Popular (pt) (dans la chanson Agamamou), Molejo (Samba Rock do Molejão) et Waguinho (pt) (avec le réenregistrement de Kid Brilhantina de Bedeu). La samba-rock peut également être retrouvée chez différents artistes tels que la chanteuse de Rio de Janeiro Fernanda Abreu, le groupe Os Paralamas do Sucesso, le groupe mangue beat Mundo Livre S/A,, le groupe du Minas Gerais Skank, le groupe de Rio Pedro Luís e a Parede,, le groupe de rock gaúcho Ultramen et le groupe du Paraná Machete Bomb.

### Résurgence

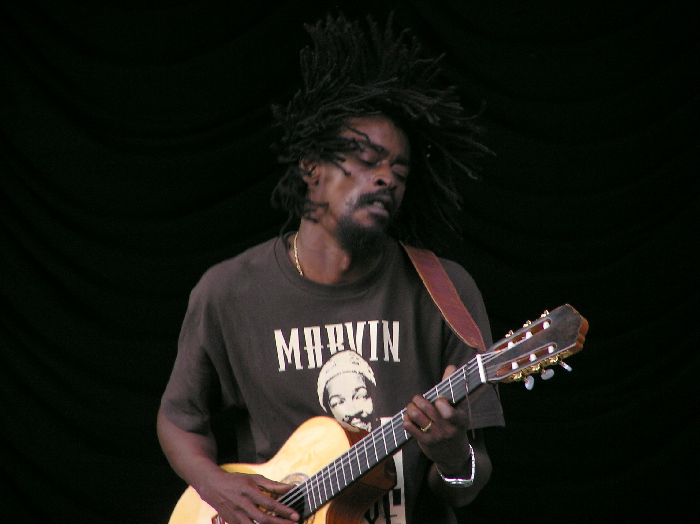
Seu Jorge en 2006.

À partir de 2000, la samba-rock revient dans les médias et conquiert de nouveaux publics au sein des circuits universitaires. Le DJ Alex Cecci ramène la samba-rock dans les clubs. Des artistes tels que Seu Jorge, Clube do Balanço,,, Farufyno, Sambasonics, Paula Lima (pt),, Max de Castro (pt) et Wilson Simoninha (pt) (fils de Wilson Simonal), João Sabiá (pt), Rogê, Fino Coletivo (pt) et Funk Como Le Gusta (pt) contribuent au renouvellement du genre. Le label Universal Music Brasil, à travers un projet de Charles Gavin (pt), réédite 4 albums de Jorge Ben Jor.
Au milieu des années 2000 et au début des années 2010, des groupes estampillés rock-samba, comme Sambô, Bamboa, le bloc Sargento Pimenta, Maison Oba Oba Samba, émergent et jouent des reprises de chansons rock avec un rythme samba,,.

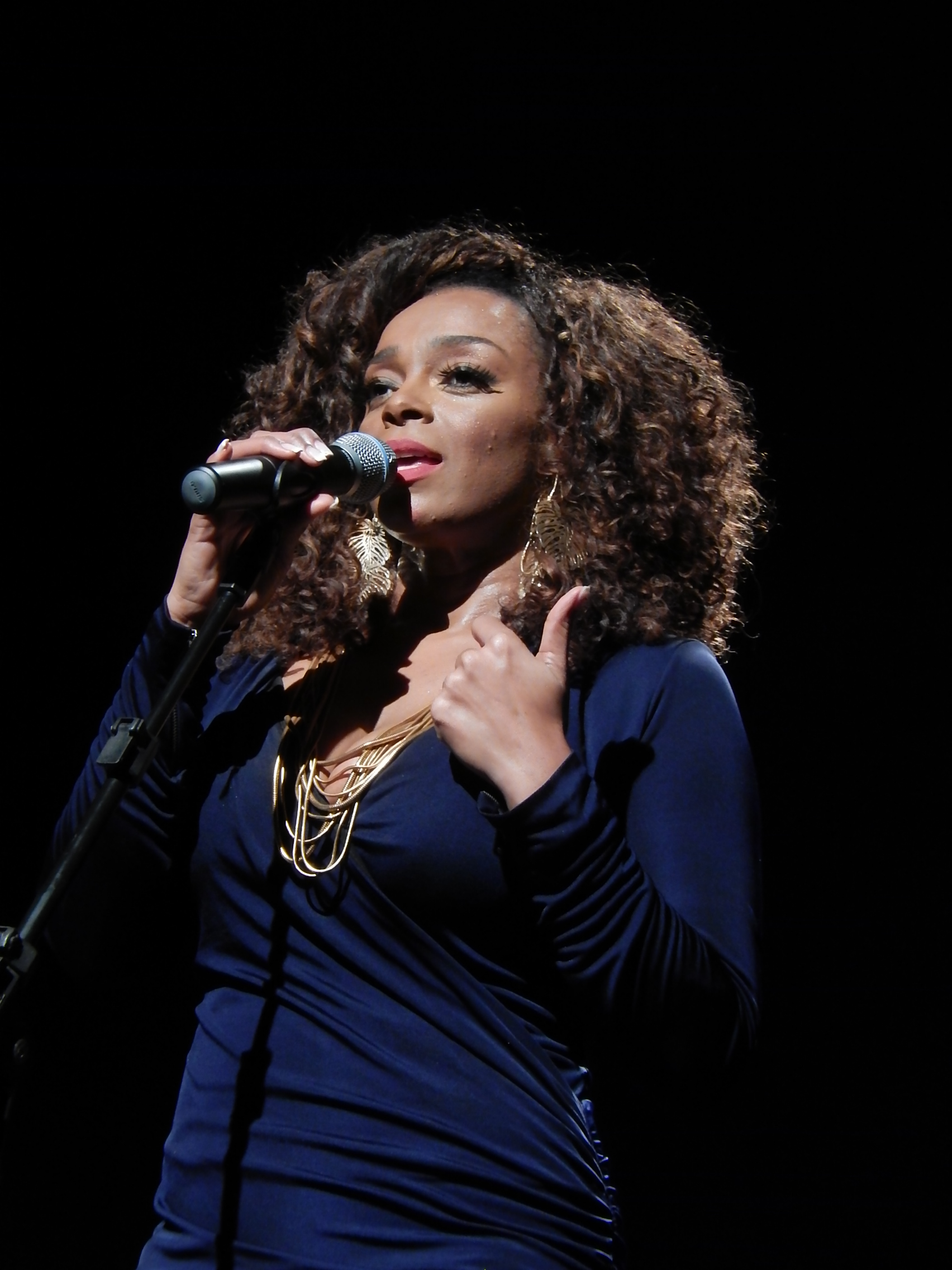
Paula Lima en 2014.

En 2014, Alexandre Carlo, chanteur du groupe de reggae Natiruts, sort son premier album solo, Quartz, inspiré de la soul et de la samba rock.
En 2016, le groupe Sambô s'approche à nouveau du genre en enregistrant des chansons de Jorge Ben Jor et Tim Maia avec Wilson Simoninha.
L'auteur-compositeur-interprète Armandinho (pt), également associé au reggae, enregistre deux chansons avec une influence samba rock : Menina do Verão (2016), avec Bebeto, et Mas Eu Gosto Dela (2021).

### Une nouvelle identité née de la mixité
Traversant — dans les deux sens — la ligne de démarcation entre samba et rock, l’évolution de ce nouveau genre peut être considérée comme une phase de transition et de renouveau de la samba. La création du samba-rock a été une stratégie d'interaction entre les groupes sociaux populaires et les nouvelles tendances culturelles mondiales, et son appropriation a été générée par une restructuration des réceptions, avec une négociation créative entre locaux et étrangers, reflétant les nouvelles tendances dans les conditions de reconnaissance par un nouveau jeune public noir, qui cherchait à définir son identité dans ce contexte de mondialisation culturelle.